# كارلو شيفر
كارلو شيفر (بالألمانية: Carlo Schäfer )‏ (و. 1964 – 2015 م) هو مؤلف، وأستاذ جامعي، وكاتب ألماني، ولد في هايدلبرغ، توفي في هايدلبرغ، عن عمر يناهز 51 عاماً.

## التعليم
تعلم في جامعة هايدلبرغ.